# 楊霖
楊霖（1907年—1966年），又名青云，号震亭，中國山東省成武县人。中国人民共和國官員，曾任中国人民志愿军政治部保卫部长。西北石油工業專科學校於1958年升格為西安石油學院時，他任院长兼党委书记8年。文化大革命期间被迫害致死。
他於1925年從山东省立第六中學毕业，考入北京大学法商学院经济系，在校期间接受左傾思想
。抗日战争爆发后，他积极投入抗日运动。1937年任山东省平原师范学校教务主任
。1938年2月与其妻赴陕北延安，同年4月加入中国共产党，历任陕北公学分校教务科长、八路军荣誉军人学校教务处长、陕甘宁边区留守兵团政治部保卫科长、延安联防军政治部保卫部科长、东北军区第四野战军后勤部政治部保卫部长、中国人民志愿军政治部保卫部长。
在韓戰期间，第一次戰役結束後，大批戰俘從前線送到後方，需要建立戰俘營，政治部保衛部楊霖部長領導保衛部於忠智科長，幹事李仲蘇、陳捷，英文翻譯蔣凱、趙達等人徒步前往碧潼等地選址，最後選定在碧潼成立戰俘營。他领导了板门店谈判中的保卫工作，因他精通英语，还兼任对美军战俘的查审处理工作。
韓戰结束后，他擔任华北军区政治部保卫部长。1956年任石油工业部石油工业国家监察局局长。1958年奉命赴西安创建石油学院，任院长兼党委书记8年。文化大革命期间，被迫害致死。